# Automolis invaria
Automolis invaria là một loài bướm đêm thuộc phân họ Arctiinae, họ Erebidae.